# サンドウィッチ (イングランド)
サンドウィッチ（英語: Sandwich）はイギリスのイングランド南東部ケントにある歴史的な町で、行政教区（Civil Parish）である。ストアー川沿いにあり、人口4,985人である。
五港の一つであり、中世以来の建物が多く残っており、イギリス指定建造物に指定されているパブや門、古い町壁、教会、救貧院、風車のホワイト・ミルなどがある。かつてはイングランドの主要な港の一つであったが、ウォンツァム海峡が無くなったため、現在は海から2マイルほどの距離にある。その歴史的街区は保存されている。サンドウィッチ湾には自然保護区と2つのゴルフコース（王立聖ジョージ・ゴルフ・クラブとプリンス・ゴルフ・クラブ）がある。軽食のサンドウィッチはこの町の名前を爵位名とする第4代サンドウィッチ伯爵ジョン・モンタギューに由来している。そのため、サンドウィッチの名は現在様々な言語で使用されている。
サンドウィッチとサネット一帯の岩石海岸、河口、砂丘、海岸草原、塩性湿地、沼地などは1994年にラムサール条約登録地となった。

## 歴史
サンドウィッチが五港になる前はウォンツァム河口にはストアー川の反対側ストナー（Stonar）に古代サクソン人の町があったが、14世紀までには姿を消した。近くのリッチバラは、紀元43年のローマのブリテン征服でローマ軍が上陸したところであり、ローマ軍の要塞の遺跡がある。2008年の考古学の発掘調査でこの要塞は700メートルの海岸を防衛するためのものであることが証明された。
1028年、イングランド王クヌート1世は船の通行と使用料金徴収のため、カンタベリー大聖堂の聖職者に勅許状を付与した。イングランド王リチャード1世は神聖ローマ皇帝ハインリヒ6世から釈放された後、1194年3月13日にサンドウィッチに上陸して英国に帰還している。
1216年5月21日に第1次バロン戦争でフランスのルイ皇太子（ルイ8世）が上陸したのもサンドウィッチだった。同年8月のサンドウィッチの戦いは沖合で発生した。
この町の「フィッシャー・ゲート」は1384年に建設された、中世から現存している門の一つであり、第一級イギリス指定建造物になっている。そのそばにあるバービカンも14世紀の建造物で、ストアー川にかかる橋のたもとで料金所として使用されていた。
イングランドの不安定な平和の4年後の1457年8月28日、国王が領地を手放し、封建貴族たちが北と西の住民を支配するようになった。フランス軍はこの状況を利用してケントに攻撃部隊を送り込み、サンドウィッチの大部分を焼き払った。フランス元帥ピエール・ド・ブレゼ指揮下のオンフルールからの約4,000人の上陸部隊は、市長ジョン・ドラリーを殺害する途中に町を略奪した。サンドウィッチ市長がこの事件を悼むために黒いローブを着ることは、今日まで続く伝統となった。
その後、1561年7月6日付のエリザベス1世の勅許状により居住権を得たフランドルからの移民によって町に多くの技術がもたらされた。サンドウィッチは16世紀中にイングランド人より「外国人」の人口の方が多いイングランドで唯一の町だった。歴史家のマルセル・バックハウスは、当時サンドウィッチには少なくとも2,400人のフランドル人と500人のワロン人の亡命者が住んでいたと推定している。
1660年には海軍司令官エドワード・モンタギューがこの町の名前に由来するサンドウィッチ伯爵の爵位を得ている。
1759年にはトマス・ペインが町の第20新通り（20 New Street）に住居と店を構えていた。その家は現在、プラークでマークされており、指定建造物となっている。
1912年にはエドウィン・ラッチェンスはアン女王様式のザ・サルティションという家を建設した。その庭園は、ガートルード・ジーキルによって設計された。
第一次世界大戦中にはサンドウィッチはイープルへ向かう兵士たちの輸送拠点として重要な場所だった。
2014年に1300年発行のマグナ・カルタと御料林憲章の原本が発見された。2つの文書が同時に発見されたのは2度目の事だった。それらは現在、サンドウィッチ・ギルドホール博物館に他の歴史的遺物とともに展示されている。

## ギャラリー

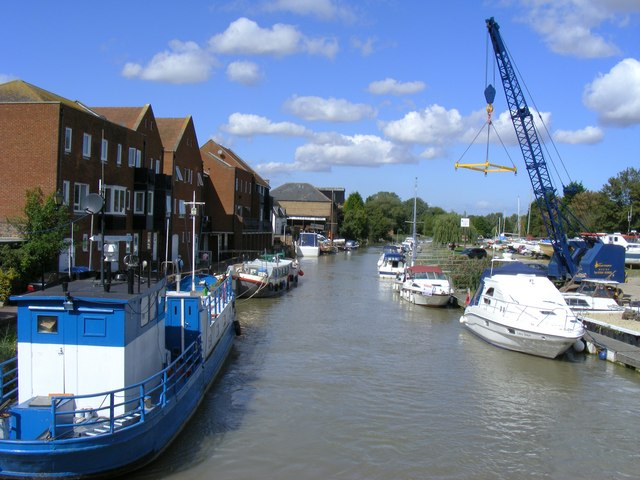
ストアー川のボート
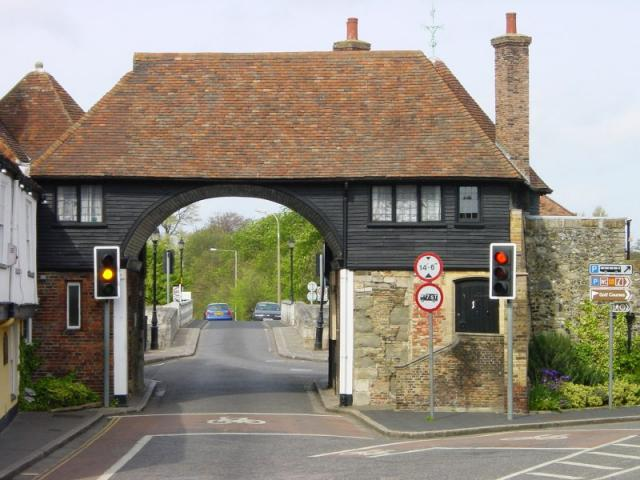
バービカン
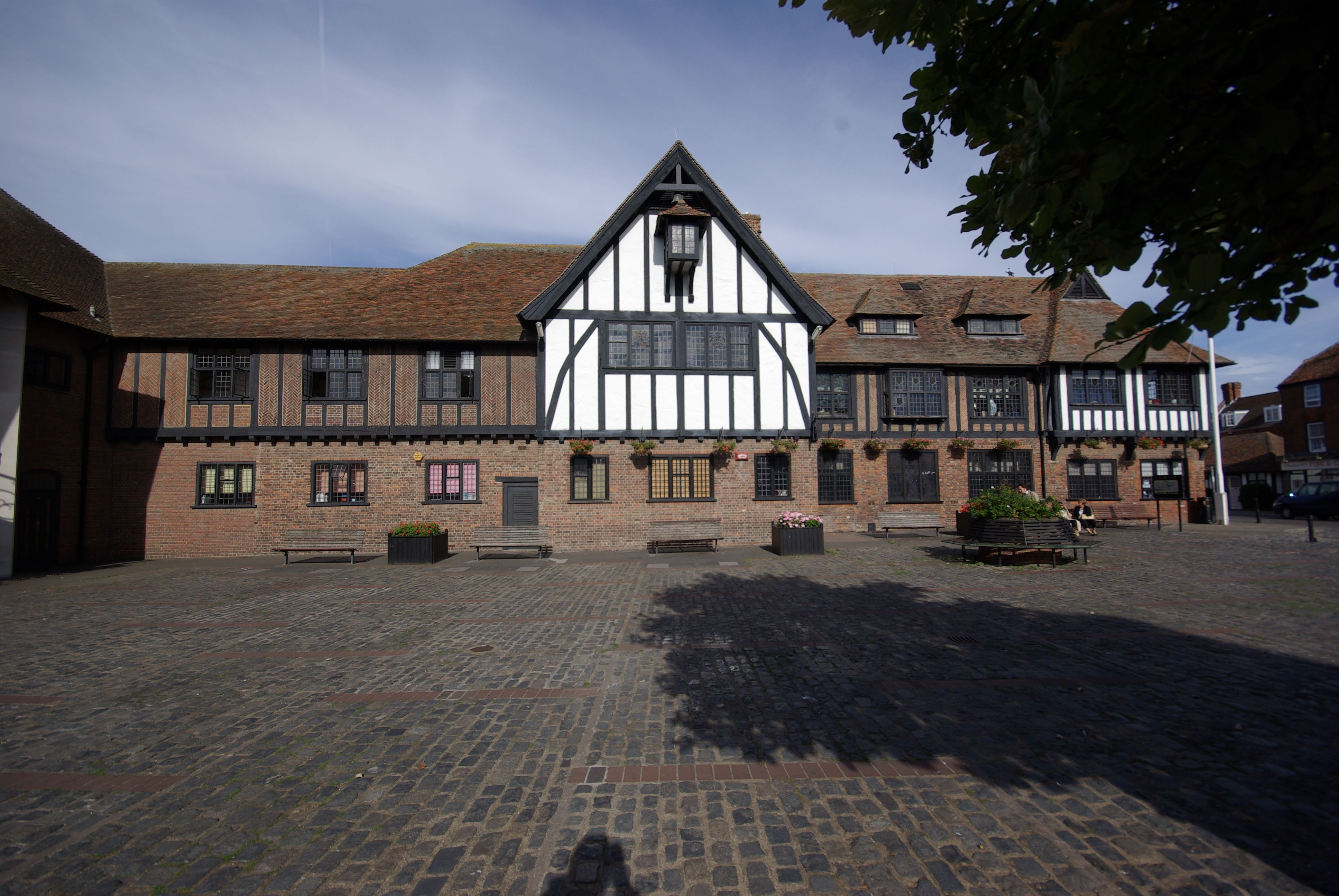
ギルドホール
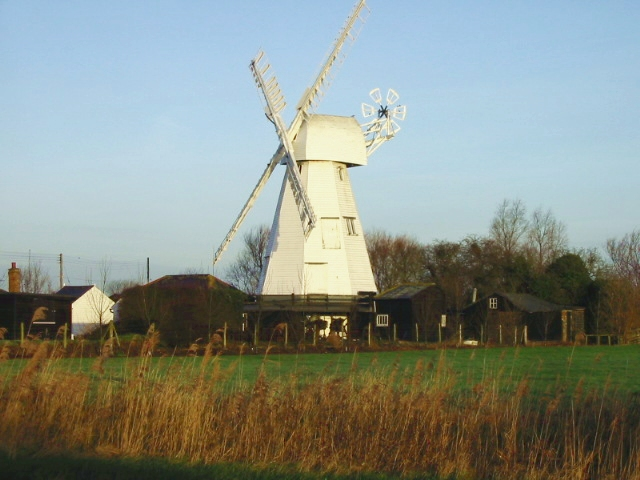
風車のホワイト・ミル
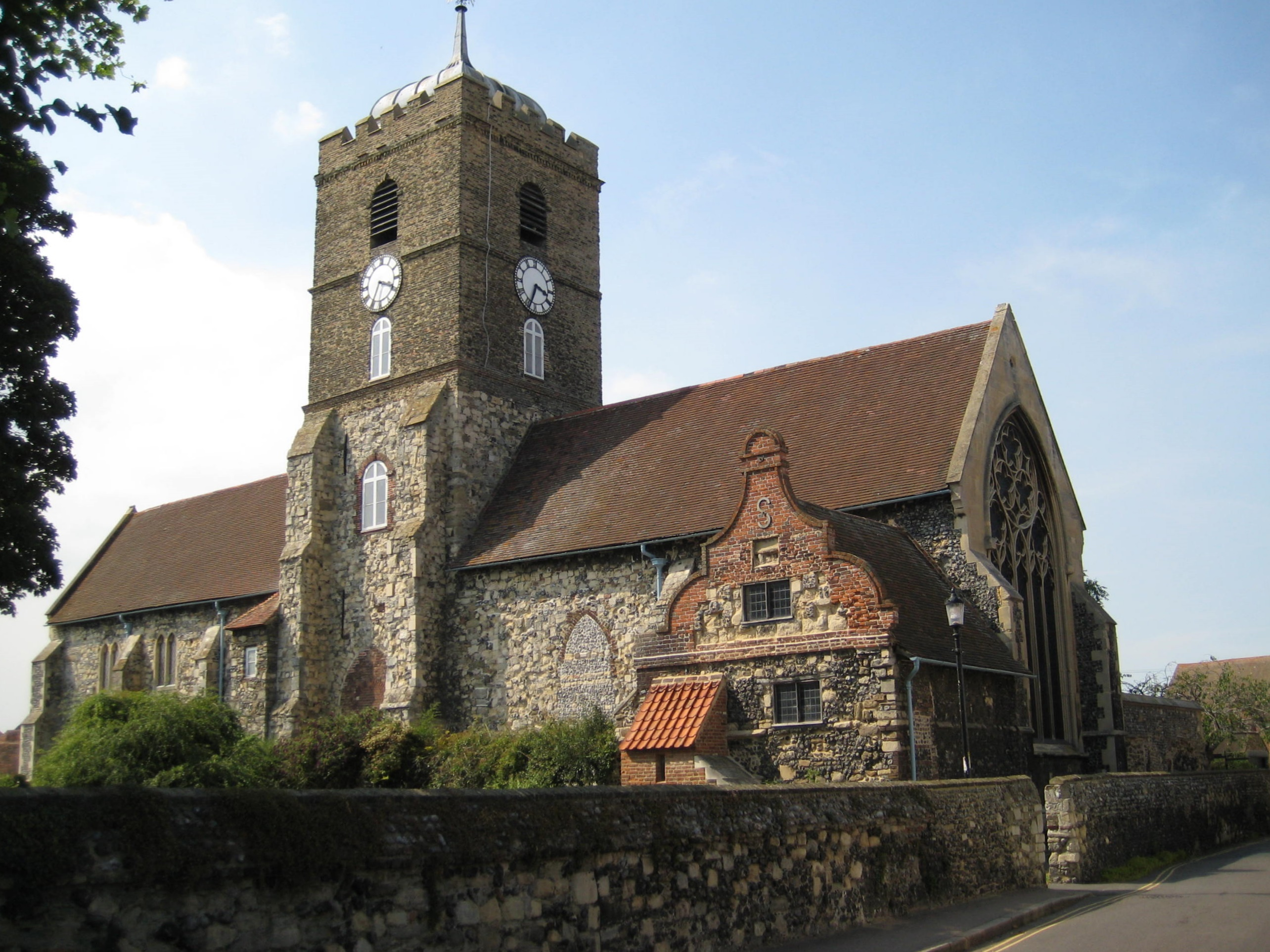
セント・ピーターズ教会（英語版）

## 姉妹都市
- アメリカ・マサチューセッツ州・サンドウィッチ
- フランス・オンフルール[19][20]
- ベルギー・ロンセ（オランダ語版）
- ドイツ・ゾンスベック（ドイツ語版）